# Burgstall Wichsenstein
Der Burgstall Wichsenstein ist der Rest einer abgegangenen Adelsburg auf einem steil aufragenden Felsriff über dem Kirchdorf Wichsenstein im oberfränkischen Landkreis Forchheim in Bayern. Die Burg ist vollkommen abgegangen, keine Reste zeugen von ihr, der Burgfels dient als Aussichtspunkt.

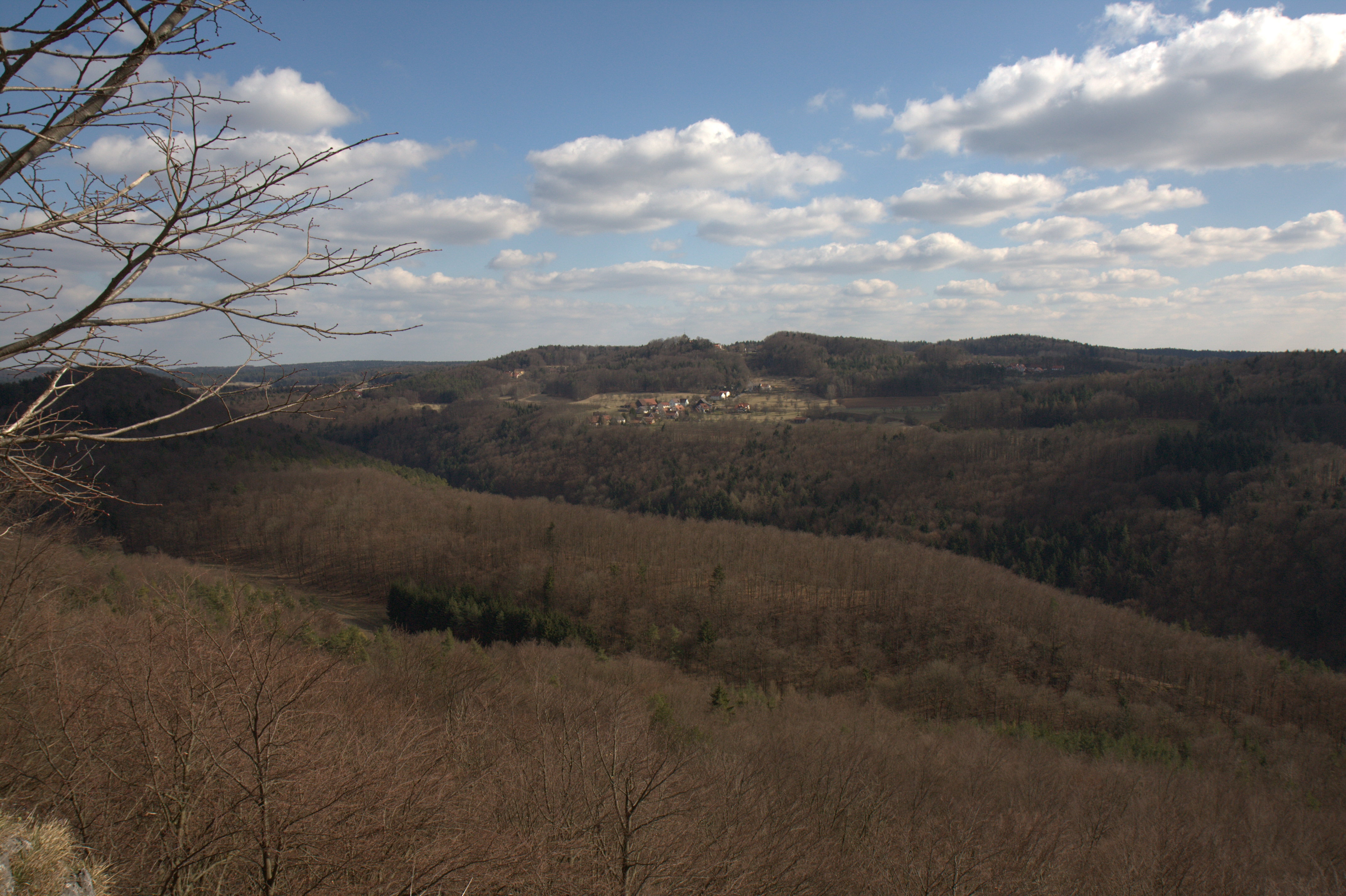
Ansicht von Wichsenstein aus westlicher Richtung

## Geographische Lage
Der Burgstall der Gipfelburg liegt im zentralen Bereich der Fränkischen Schweiz, einem Teil des Mittelgebirges Frankenjura, auf dem Naturdenkmal Wichsensteiner Fels, einer felsigen Bergkuppe in etwa 587 m ü. NN Höhe am Nordrand des Ortes Wichsenstein,
etwa 20 Meter über dem Dorf und etwa 60 Meter nordnordwestlich der katholischen Pfarrkirche Sankt Erhard und etwa 15 Kilometer nordöstlich von Forchheim.
In der Nähe befinden sich noch weitere ehemalige mittelalterliche Burgen, im nahen Ort Bieberbach die Reste der Burg Bieberbach, in südwestlicher Richtung der vor- und frühgeschichtliche Ringwall Heidelberg auf dem Heidelberg über Äpfelbach. Südlich davon liegt der Burgstall Altes Schloss auf dem Altschlossberg bei Affalterthal und ein gleichnamiger Burgstall bei Oberzaunsbach auf dem Zaunsbacher Berg. In westlicher Richtung befindet sich der Burgstall Sattelmannsburg auf dem Hetzelfels und der Burgstall Thüngfelderstein sowie der Burgstall Wolkenstein

## Geschichte der Burg

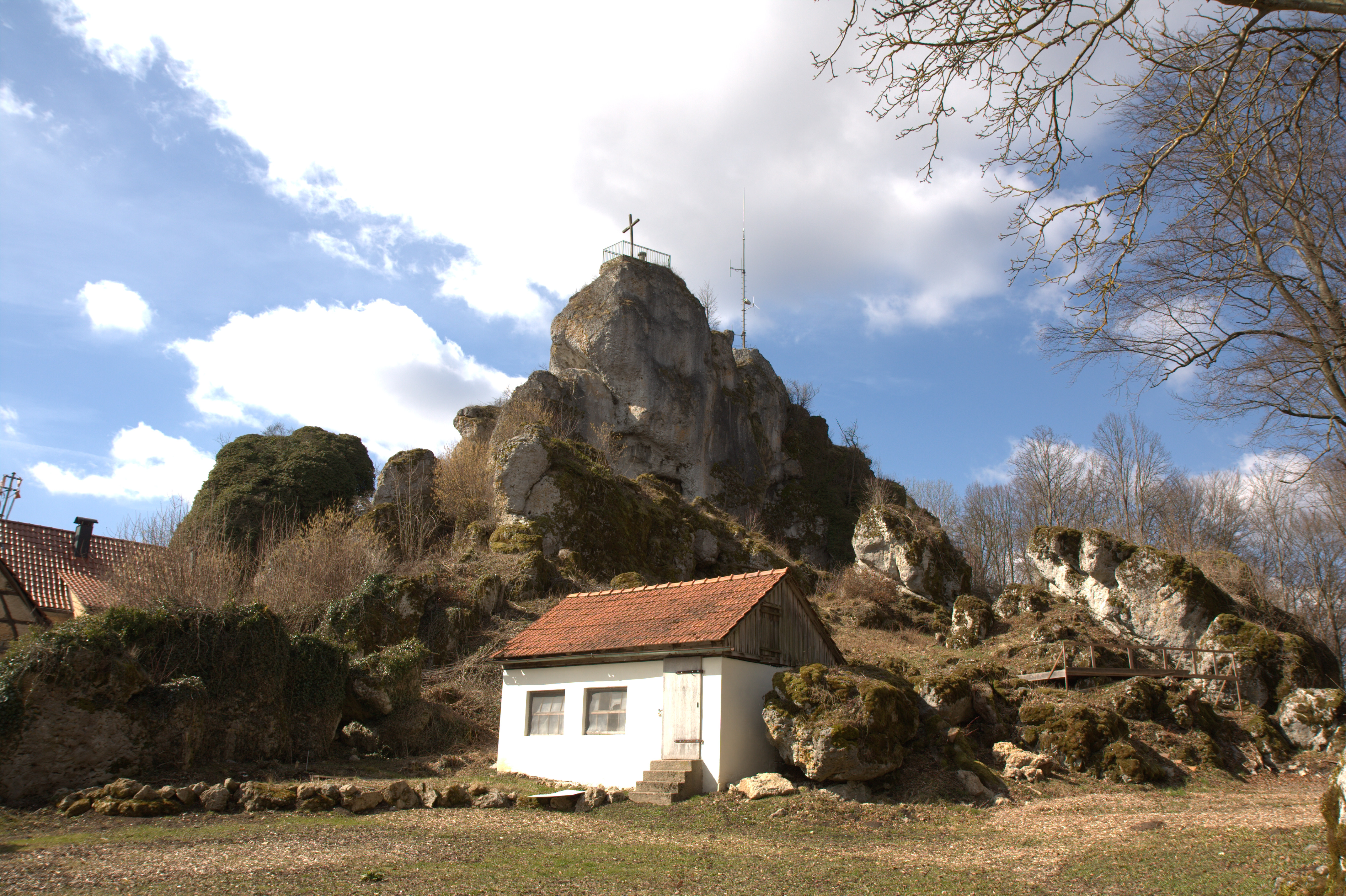
Ansicht des Burgfelsens aus östlicher Richtung (März 2011)

Der Name der Burg Wichsenstein leitet sich von dem Personennamen Wikker und dem Zusatz Stein für Burg ab, er bedeutet also Die Burg des Wikker oder Die Burg der (Adelsfamilie) Wikker. Der Nürnberger Burgenforscher Hellmut Kunstmann hat nachgewiesen, dass Burgen mit der Zusammensetzung aus Personennamen und Stein im fränkischen Raum auf ein hohes Alter schließen lassen. Beispiele sind die Burg Gößweinstein, die schon 1076 erstmals genannt wurde, die Burg Hiltpoltstein (Ersterwähnung 1109), die ehemalige Burg Gernotenstein bei Michelfeld, die in der Stiftungsurkunde des Klosters Michelfeld 1119 erwähnt ist, und die Burg Pottenstein, die vermutlich zwischen 1057 und 1070 gegründet wurde.
Die Funktion der Burg Wichsenstein könnte die Überwachung einer Altstraße gewesen sein, die von Pretzfeld und Wannbach über Wichsenstein nach Biberach, Waidach und Stein bei Pegnitz weiter in die Oberpfalz und nach Böhmen führte.
Wann und von wem die Burg gegründet wurde, ist nicht genau bekannt, im Jahr 1118 wurde aber ein „Wikker“ urkundlich erwähnt. Möglich ist, dass der Vater des 1122 erwähnten „Eberhard von Wikkeristein“ die Burg kurz vorher erbaute.
Die Wichsensteiner waren Ministeriale des Bistums Bamberg, die in ihrem Wappen einen blauen springenden Wolf auf silbernem Grund führten. Eberhard wurde 1121 und später als „Eberhard de Lapide“ genannt, was von Stein bedeutet. 1133 wurden die Brüder Eberhard und Wikker de Lapide gemeinsam als Zeugen in einer Urkunde des Klosters Ensdorf genannt.
Der Grund der Namensänderung könnte nach Kunstmann darin gelegen haben, dass die Stammburg der Wichsensteiner, die kleine Burg Stein, heute ein Burgstall im Ort Stein südlich von Pegnitz, aus unbekannten Gründen aufgegeben werden musste und sie eine neue Burg als freies Eigen errichteten.
Auch 1165 wurde noch ein „Eberhard II. de Steine“ als bischöflicher Ministeriale aufgeführt, 1201 war Wikker II. de Steine Zeuge in einer Urkunde des Fürstbischofs Timo. 1240 wurde Eberhard III. ebenfalls als Zeuge in einer Urkunde Friedrichs III. Walpot für das Kloster Banz genannt.
Die erste urkundliche Erwähnung der Burg Wichsenstein erfolgte allerdings erst am 30. Oktober 1310, damals erhielt Konrad I. von Wichsenstein 60 Pfund Haller vom Bamberger Bischof Wulfing von Stubenberg und musste dafür zehn Jahre mit der Burg „gewarten“, also mit seinem Teil der Burg und seiner Besatzung im Kriegsfall auf Seiten des Bistums kämpfen. 1328 lieh Bischof Heinrich II. Boppo von Wichsenstein weitere hundert Pfund Haller für seinen dem Bischof verpfändeten Teil der Burg. Er musste dafür dem Bischof das Vorkaufsrecht einräumen, die Burg war demnach immer noch freies Eigen der Wichsensteiner.
Die Wichsensteiner gerieten, wohl mit dem wirtschaftlichen Aufschwung der Städte während des 13. und 14. und der großen Agrarkrise in der zweiten Hälfte des 14. Jahrhunderts, in finanzielle Schwierigkeiten, sie wurden zu Raubrittern. Georg von Wichsenstein stand in Diensten der zu dieser Zeit ebenfalls zu Raubrittern gewordenen Brüder Heinrich und Eberhard von Berg und wurde 1397 von König Wenzel bei der Belagerung der Burg Spies bei Betzenstein gefangen genommen. Nachdem er noch einige „Staudenhechte“ namentlich preisgegeben hatte, wurde er in Nürnberg hingerichtet.
Im Jahr 1421 lagen Hans II., Kunz IV., Fritz II. und Hermann III. von Wichsenstein in Fehde mit dem Hochstift Bamberg und der Reichsstadt Nürnberg. Noch im selben Jahr überfielen und plünderten Hans von Wichsenstein und Michael von Streitberg einen Leipziger Kaufmannszug und nahmen einige Personen gefangen, woraufhin die Burg Wichsenstein wegen Raubrittertums von Bischof Albrecht von Wertheim zerstört wurde und ohne Genehmigung des Bischofs nicht wieder aufgebaut werden durfte. 1432 wurde die Ruine als bischöfliches Lehen erwähnt, sie musste im Falle eines Wiederaufbaues offenes Haus des Hochstiftes sein, 1436 erschien sie wieder als Schloss Wichsenstein. Sie wurde also innerhalb von vier Jahren wiedererrichtet, wobei aber der Umfang der Zerstörung nicht bekannt ist.
In den darauffolgenden Jahren wurden Teile der Burg Lehen des Ministerialen Jörg von Rabenstein, weitere Anteile an der Burg hatten 1476 die Wichsensteiner Linie zu Bieberbach und eine weitere Linie, deren Besitz aber noch freieigen war. Eine andere Linie der Wichsensteiner war 1484 mit dem unterfränkischen Schloss zu Hainstatt vom Bischof von Würzburg belehnt.
Nach dem Jahr 1507 endeten alle Belehnungen der Burg, auf einer Karte aus der Mitte des 16. Jahrhunderts ist sie als Ruine dargestellt, die endgültige Zerstörung erfolgte vermutlich 1525 im Bauernkrieg.
1609 waren noch größere Reste der Ruinen erhalten, wie aus einem Text über das Rittergut Wichsenstein hervorgeht. Nach dem Aussterben des Geschlechtes mit Georg von Wichsenstein zu Kirchschönbach (bei Prichsenstadt) im November 1606 wurde das Rittergut am 24. November 1621 von den Erben an das Bistum Bamberg verkauft. In der Verkaufsurkunde wurde es allerdings als freiadelig bezeichnet, von einer bischöflichen Lehensherrschaft war nicht die Rede, und auch die Burg wurde nicht erwähnt.
Im Jahr 1828 machte der Domkapitular Franz Karl Freiherr von Münster den Gipfel des Burgfelsens zugänglich. 1876 waren noch größere Ruinenreste sichtbar, 1879 erwähnte das Landbauamt Bayreuth „abseits vom Felsen und mehr in der Niederung und im Privatwald noch Mauerruinen“.
Heute sind von der Burg keine Spuren mehr erhalten, der frei zugängliche Burgstall dient als Aussichtsfelsen und ist von Wichsenstein aus über 207 Stufen zu ersteigen.
Das vom Bayerischen Landesamt für Denkmalpflege als „Mittelalterlicher Burgstall“ erfasste Bodendenkmal trägt die Denkmalnummer D-4-6233-0095.